# EnsembleCaméléon
EnsembleCaméléon (of Ensemble Caméléon) is een Nederlands kamermuziekensemble en werd in 2002 opgericht door een groep jonge strijkers uit de grote Nederlandse symfonieorkesten. 

## Programmering
Met een experimentele programmering en cross-overs met andere kunstdisciplines probeert EnsembleCaméléon tradities van de klassieke (kamer)muziek te veranderen. Met Ilja Leonard Pfeijffer werden enkele kamermuziektheaterproducties bedacht en uitgevoerd. 
Binnen haar programmering zoekt het ensemble naar manieren om hoogtepunten uit het bestaande kamermuziekrepertoire te combineren met de nieuwe muziek. Verschillende componisten hebben inmiddels werken voor het ensemble geschreven; Theo Loevendie, Guus Janssen, Cornelis de Bondt, Ron Ford, Simon Burgers, Peter Adriaansz, Edward Mebius, Joël Waterman, Arne Werkman, Thom Willems en Johan de Meij schreven inmiddels voor het ensemble. In maart 2007 was de première van een speciaal voor het ensemble geschreven werk van Maarten Altena.

## Concerten
In oktober 2006 ging EnsembleCaméléon op tournee langs een aantal concertzalen in Zuid-Amerika en maakte ze haar debuut in een concertserie van de Kleine Zaal van het Concertgebouw. Het ensemble bedacht samen met het Grachtenfestival, Hans Kesting en Gijs de Lange de kamermuziektheaterproductie Geschöpfe des Prometheus met muziek van Beethoven en teksten van Ilja Leonard Pfeijffer, die enkele malen uitgevoerd werd tijdens het Grachtenfestival 2006. Voor het Holland Festival 2009 maakte EnsembleCaméléon samen met componist Reza Namavar en gitarist Gary Lucas een nieuwe soundtrack bij de film J'accuse (1919) van Abel Gance. De film werd enkele keren afgespeeld in de Stadsschouwburg Amsterdam, waarbij de soundtrack live uitgevoerd werd.

## Prijzen
In 2009 kreeg EnsembleCaméléon de Kersjes Prijs van het Kersjes Fonds toegekend. 

## Musici
EnsembleCaméléon bestaat uit:
- Sonja van Beek - viool
- Joris van Rijn - viool
- Joël Waterman - altviool
- Joost Keizer - altviool
- Floris Mijnders - cello
- Johan van Iersel - cello
- Wilmar de Visser - contrabas